# Сет Джонс
Джаред Сет Джонс (англ. Jared Seth Jones; нар. 3 жовтня 1994, м. Арлінгтон, США) — американський хокеїст, захисник. Виступає за «Нашвілл Предаторс» у Національній хокейній лізі.
Виступав за «Портленд Вінтергокс» (ЗХЛ), «Нашвілл Предаторс».
В чемпіонатах НХЛ — 159 матчів (14+38), у турнірах Кубка Стенлі — 6 матчів (0+4).
У складі національної збірної США учасник чемпіонатів світу 2014 і 2015 (17 матчів, 3+12). У складі молодіжної збірної США учасник чемпіонату світу 2013. У складі юніорської збірної США учасник чемпіонатів світу 2011 і 2012.
Батько: Попай Джонс, брат: Калеб Джонс.
Досягнення
- Бронзовий призер чемпіонату світу 2015
- Переможець молодіжного чемпіонату світу 2013
- Переможець юніорського чемпіонату світу 2011, 2012
- Чемпіон ЗХЛ (2013)
- Володар Кубка Стенлі в складі «Флорида Пантерс» — 2025.

Нагороди
- Найкращий захисник чемпіонату світу 2014
- Трофей Джима Пігготта — новачок року ЗХЛ 2013